# Natalus primus
Espèce
Synonymes
- Natalus major primus Anthony, 1919[2]
- Natalus stramineus primus[2]

Statut de conservation UICN

 VU D2 : Vulnérable
Natalus primus, communément appelé la Natalide paillée de Cuba, est une espèce de chauves-souris insectivores de la famille des Natalidae et du genre Natalus. Endémique de l'île de la Jeunesse à Cuba, elle est considérée comme en danger d'extinction par l'Union internationale pour la conservation de la nature qui l'a classée dans sa liste des 100 espèces les plus menacées au monde en 2012.

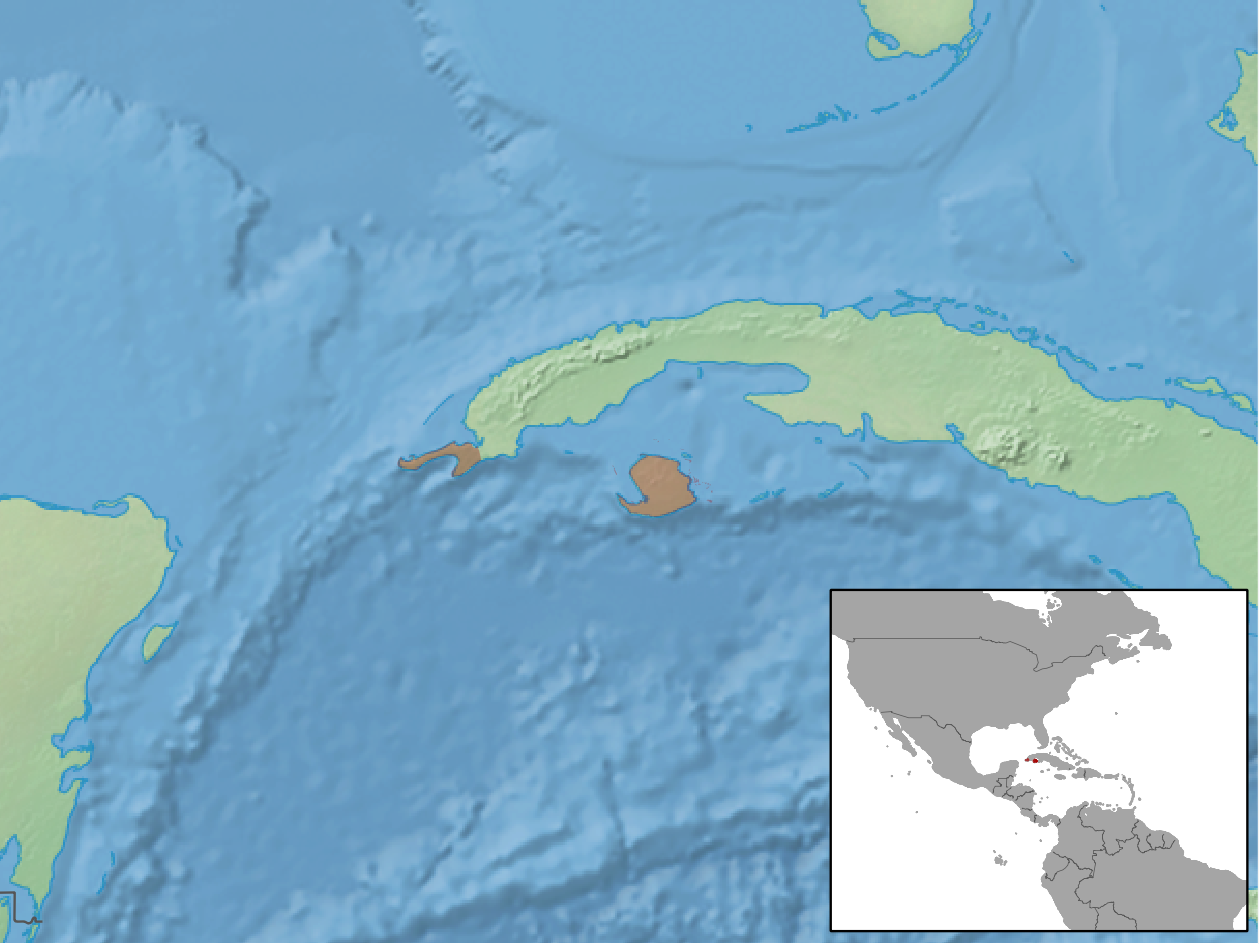
Répartition de l'espèce.